# Alexeï Ratmansky
Alexeï Ossipovitch Ratmanski (en russe : Алексей Осипович Ратманский), né le 27 août 1968 à Leningrad, est un chorégraphe et ancien danseur russe. Il a été le directeur du Ballet du Bolchoï entre 2004 et 2009.

## Biographie

### Danseur
Alexeï Ratmanski fait ses classes à l'Académie chorégraphique d'État de Moscou, dont il sort diplômé en 1986. Aussitôt engagé par l'Opéra national d'Ukraine, il commence à appréhender des rôles d'importance avant de rejoindre en 1992 le Ballet royal de Winnipeg, où il ajoute à son répertoire des ballets de George Balanchine, Frederick Ashton ou encore John Neumeier. Il retourne en Ukraine entre 1995 et 1997, puis commence à travailler pour le Ballet royal danois, ce qui lui permet d'étudier la technique dite Bournonville.
Durant sa carrière de danseur, il crée des rôles pour de nombreux chorégraphes contemporains (à l'instar de Mark Godden, Tim Rushton ou Anna Laerkesen). Il danse également aux côtés de Maïa Plissetskaïa dans L'Après-midi d'un faune.

### Chorégraphe

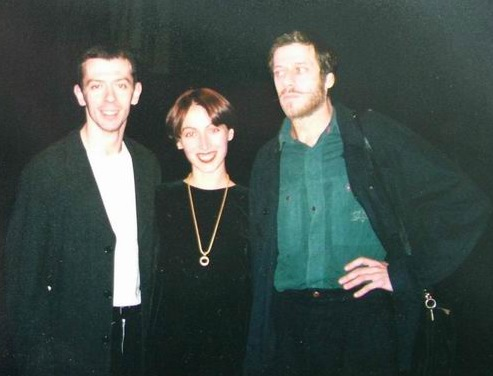
Alexeï Ratmansky et Youri Khanon, «Duo Medial», Théâtre Mariinsky, 24 nov 1998.

Très tôt intéressé par la chorégraphie (ses premiers travaux datent de ses débuts à Kiev), Alexeï Ratmanski crée pour l'étoile Nina Ananiashvili des pièces qui commenceront à le faire connaître en tant que chorégraphe. Par la suite, il offre au Ballet royal danois une nouvelle version de Casse-noisette, le théâtre Mariinsky lui commande une nouvelle version de Cendrillon (en 2002) puis, un an plus tard, c'est au tour du théâtre Bolchoï de faire appel à lui : il se voit proposer la reconstruction d'un ballet de l'époque soviétique, Le Clair Ruisseau. La production (notamment présentée lors de tournées internationales) est un succès, et Alexeï Ratmanski est nommé en 2004 directeur artistique du Ballet du Bolchoï.
Sous son impulsion, la compagnie ajoute de nombreux ballets à son répertoire, que ce soit par le biais de chorégraphes invités (Pierre Lacotte pour La Fille du Pharaon) ou par celui de son propre travail (reconstruction du Corsaire en 2007). Il s'intéresse tout particulièrement à l'héritage soviétique, tombé en désuétude après la fin de la guerre froide, et s'attache à remonter Les Flammes de Paris ou encore Bolt, un ballet sur une musique de Dmitri Chostakovitch qui fut interdit après sa première représentation. Son travail permet au Ballet du Bolchoï de raviver une aura internationale quelque peu ternie depuis l'éclatement du bloc soviétique : Alexeï Ratmansky s'attache à rehausser le niveau général de la compagnie en multipliant les tournées et met en avant de futures étoiles qui feront à peine quelques années plus tard partie de l'élite de la danse mondiale (à l'instar de Maria Alexandrova, Natalia Ossipova ou Ivan Vassiliev).
Il quitte ses fonctions moscovites en 2009, remplacé par Iouri Grigorovitch et se consacre désormais à plein temps à son activité chorégraphique, notamment aidé en cela par son statut d'artiste en résidence au sein de l'American Ballet Theatre. C'est ainsi qu'il crée en 2011, Psyché, pour l'ouverture de la saison du Ballet de l'Opéra de Paris, sur le poème symphonique pour orchestre et chœur de César Franck et, à Moscou, Illusions perdues, sur un livret de Vladimir Dmitriev d'après le roman d'Honoré de Balzac et sur une musique originale de Leonid Desyatnikov, œuvre qu'il présente au Palais Garnier en 2014 avec le Ballet du Bolchoï.
Il suspend sa création au Bolchoï L’Art de la fugue prévue en mars 2022 en protestation contre la guerre en Ukraine,,.

## Distinctions
- 1988 : premier prix de l'Ukrainian Competition of Ballet Dancers
- 1992 : médaille d'or et Prix Nijinski de la Diaghilev Independent Competition for Ballet Dancers (Moscou)
- 1993 : médaille d'Artiste méritant de la République d'Ukraine
- 1999 : Masque d'or pour le ballet Dreams of Japan
- 2002 : Chevalier de l'Ordre du drapeau danois
- 2004 : Masque d'or pour le ballet Le Clair Ruisseau
- 2005 : prix Benois de la danse pour le ballet Anna Karénine
- 2007 : Masque d'or pour le ballet Jeu de cartes

## Répertoire

### En tant que danseur
- Suite en blanc (Serge Lifar)
- Jewels (George Balanchine)
- The Concert (Jerome Robbins)
- Gaîté Parisienne (Maurice Béjart)
- Grass to music  (Mats Ek)
- L'Histoire de Manon (Kenneth MacMillan)
- L'Odyssée (John Neumeier)
- Jardi tankat (Nacho Duato)

### En tant que chorégraphe
- 1994 : A Fairy's Kiss (repris par le Théâtre Mariinsky en 1998)
- 1997 : The Charms of Mannerism, Capriccio
- 1998 : Dreams of Japan (créé pour Nina Ananiashvili), A Poem of Ecstasy, Duo Medial
- 2000 : Dream to music
- 2001 : Casse-noisette, Flight to Budapest, Lea to music (repris par le Théâtre Bolchoï en 2004)
- 2002 : Cendrillon, L'Oiseau de feu
- 2003 : Le Clair Ruisseau (repris par l'ABT en 2011), Le Carnaval des animaux
- 2004 : Anna Karénine
- 2005 : Le Boulon, Jeu de cartes
- 2006 : Russian Seasons
- 2007 : Le Corsaire
- 2008 : Flammes de Paris, Concerto DSCH
- 2009 : La Esmeralda, Sur le Borysthène
- 2010 : Don Quichotte, Casse-noisette
- 2011 : Illusions perdues, Psyché
- 2017 : Arlequinade

Alexeï Ratmanski a ainsi collaboré avec le Théâtre Mariinsky, le Ballet du Bolchoï, le Ballet de l'Opéra de Paris, le New York City Ballet, le Royal Ballet, l'American Ballet Theatre, le San Francisco Ballet, le Ballet royal danois, le Ballet royal suédois ou encore avec le Het Nationale Ballet.

## Filmographie
- Le Boulon, avec Denis Savin, Anastasia Yatsenko, Andreï Merkuriev et les danseurs du Théâtre Bolchoï.
- Flammes de Paris, avec Ivan Vassiliev, Natalia Ossipova, Ekaterina Krysanova, Denis Savin et les danseurs du Théâtre Bolchoï.
- Don Quichotte, avec Anna Tsygankova, Matthew Golding et les danseurs du Het Nationale Ballet.